# Saint-Philippe-d'Aiguille
Pour les articles homonymes, voir Saint-Philippe.
Saint-Philippe-d'Aiguilhe est une commune du Sud-Ouest de la France, située dans le département de la Gironde, en région Nouvelle-Aquitaine.

## Géographie

### Localisation
Commune située dans le Libournais à la source de la Barbanne.

### Communes limitrophes
Les communes limitrophes en sont Saint-Cibard au nord-nord-est, Les Salles-de-Castillon à l'est, Gardegan-et-Tourtirac au sud-est, Saint-Genès-de-Castillon au sud-ouest et Puisseguin dans un grand ouest et nord-ouest.
|                          | Saint-Cibard              |                         |
| Puisseguin               | Saint-Philippe-d'Aiguilhe | Les Salles-de-Castillon |
| Saint-Genès-de-Castillon |                           | Gardegan-et-Tourtirac   |

### Climat
Pour des articles plus généraux, voir Climat de la Nouvelle-Aquitaine et Climat de la Gironde.
Historiquement, la commune est exposée à un climat océanique aquitain.  
En 2020, Météo-France publie une typologie des climats de la France métropolitaine dans laquelle la commune est exposée à un climat océanique et est dans la région climatique  Aquitaine, Gascogne, caractérisée par une pluviométrie abondante au printemps, modérée en automne, un faible ensoleillement au printemps, un été chaud (19,5 °C), des vents faibles, des brouillards fréquents en automne et en hiver et des orages fréquents en été (15 à 20 jours).
Pour la période 1971-2000, la température annuelle moyenne est de 12,7 °C, avec une amplitude thermique annuelle de 14,9 °C. Le cumul annuel moyen de précipitations est de 845 mm, avec 11,6 jours de précipitations en janvier et 7 jours en juillet. Pour la période 1991-2020, la température moyenne annuelle observée sur la station météorologique la plus proche, située sur la commune de Saint-Émilion à 10 km à vol d'oiseau, est de 13,9 °C et le cumul annuel moyen de précipitations est de 798,1 mm,. Pour l'avenir, les paramètres climatiques de la commune estimés pour 2050 selon différents scénarios d’émission de gaz à effet de serre sont consultables sur un site dédié publié par Météo-France en novembre 2022.

## Urbanisme

### Typologie
Au 1er janvier 2024, Saint-Philippe-d'Aiguilhe est catégorisée commune rurale à habitat dispersé, selon la nouvelle grille communale de densité à sept niveaux définie par l'Insee en 2022.
Elle est située hors unité urbaine et hors attraction des villes,.

### Occupation des sols

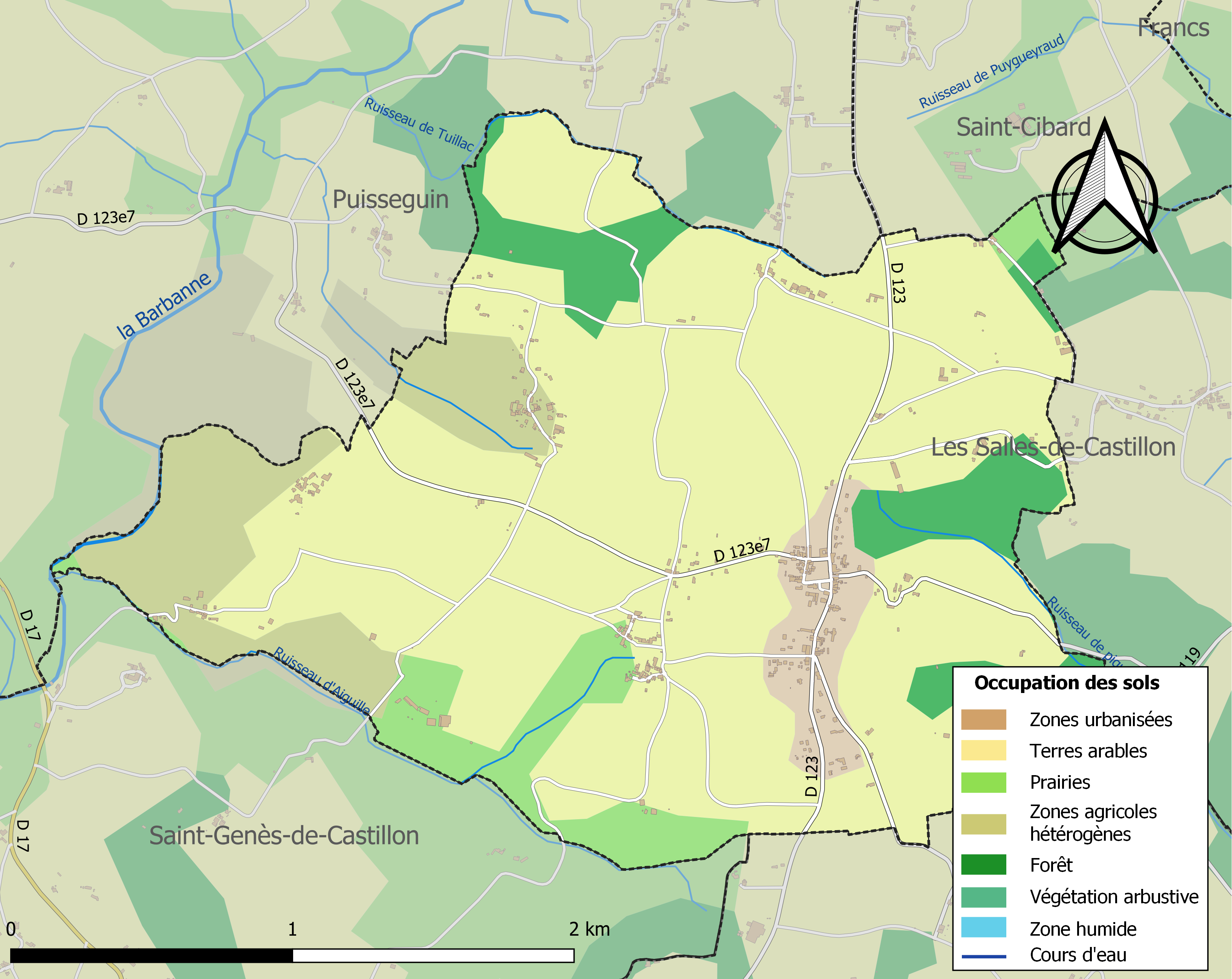
Carte des infrastructures et de l'occupation des sols de la commune en 2018 (CLC).

L'occupation des sols de la commune, telle qu'elle ressort de la base de données européenne d’occupation biophysique des sols Corine Land Cover (CLC), est marquée par l'importance des territoires agricoles (87,1 % en 2018), en diminution par rapport à 1990 (91,3 %). La répartition détaillée en 2018 est la suivante : 
cultures permanentes (70,1 %), zones agricoles hétérogènes (10,4 %), forêts (8,7 %), prairies (6,6 %), zones urbanisées (4,3 %). L'évolution de l’occupation des sols de la commune et de ses infrastructures peut être observée sur les différentes représentations cartographiques du territoire : la carte de Cassini (XVIIIe siècle), la carte d'état-major (1820-1866) et les cartes ou photos aériennes de l'IGN pour la période actuelle (1950 à aujourd'hui).

### Voies de communication et transports
Le bourg est traversé par la route départementale D 123 qui mène, vers le nord, à Saint-Seurin-sur-l'Isle et vers le sud à Castillon-la-Bataille.

### Risques majeurs
Le territoire de la commune de Saint-Philippe-d'Aiguille est vulnérable à différents aléas naturels : météorologiques (tempête, orage, neige, grand froid, canicule ou sécheresse), mouvements de terrains et séisme (sismicité très faible). Un site publié par le BRGM permet d'évaluer simplement et rapidement les risques d'un bien localisé soit par son adresse soit par le numéro de sa parcelle.
Les mouvements de terrains susceptibles de se produire sur la commune sont des affaissements et effondrements liés aux cavités souterraines (hors mines). Par ailleurs, afin de mieux appréhender le risque d’affaissement de terrain, un inventaire national permet de localiser les éventuelles cavités souterraines sur la commune.

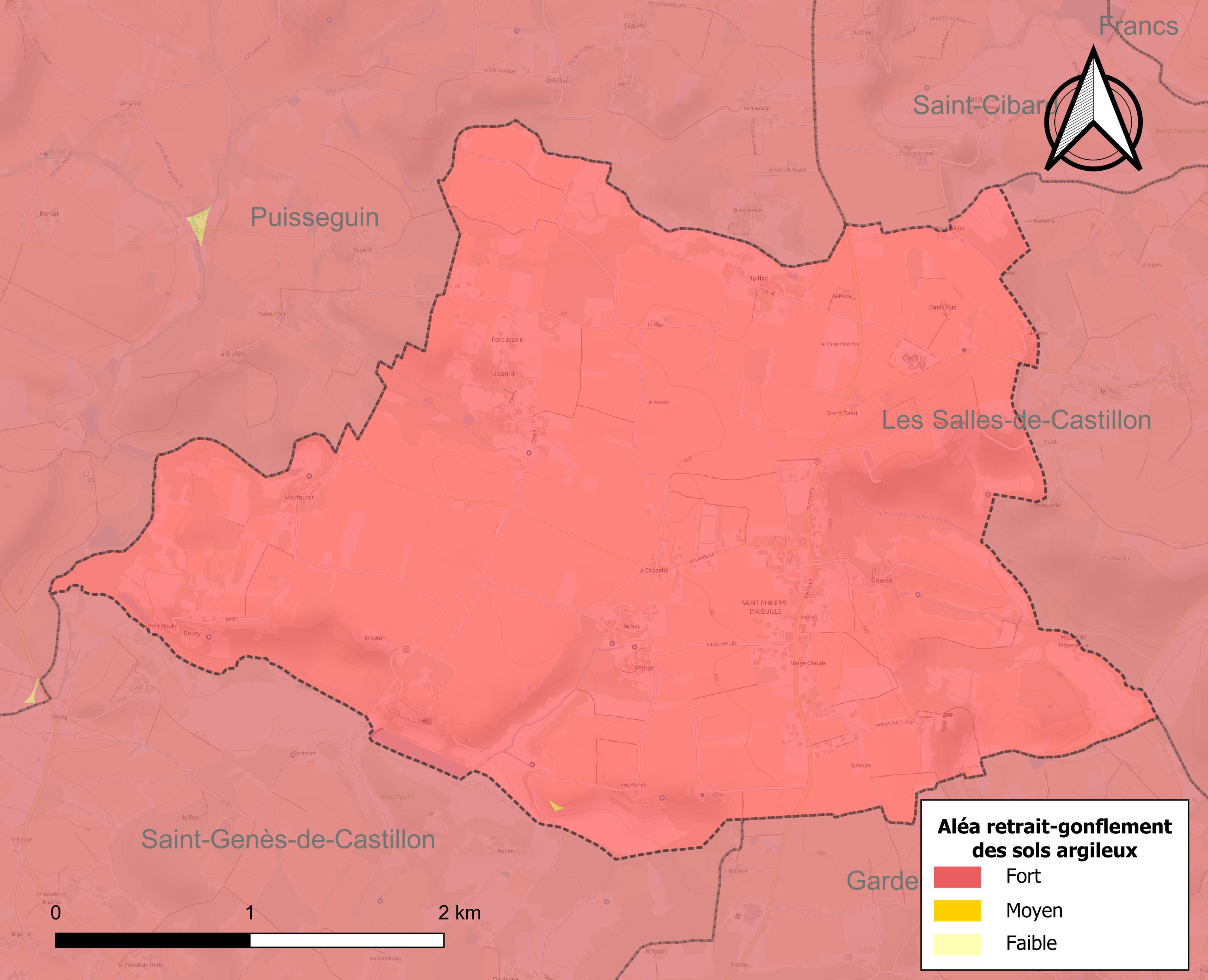
Carte des zones d'aléa retrait-gonflement des sols argileux de Saint-Philippe-d'Aiguille.

Le retrait-gonflement des sols argileux est susceptible d'engendrer des dommages importants aux bâtiments en cas d’alternance de périodes de sécheresse et de pluie. La totalité de la commune est en aléa moyen ou fort (67,4 % au niveau départemental et 48,5 % au niveau national). Sur les 202 bâtiments dénombrés sur la commune en 2019,  202 sont en aléa moyen ou fort, soit 100 %, à comparer aux 84 % au niveau départemental et 54 % au niveau national. Une cartographie de l'exposition du territoire national au retrait gonflement des sols argileux est disponible sur le site du BRGM,.
La commune a été reconnue en état de catastrophe naturelle au titre des dommages causés par les inondations et coulées de boue survenues en 1982, 1983, 1999, 2005 et 2009, par la sécheresse en 2005, 2010, 2012 et 2017 et par des mouvements de terrain en 1999.

## Toponymie
Le nom de la commune provient de saint Philippe, l'un des douze apôtres et du nom de la seigneurie du lieu chevalier Le Berton, seigneur d’Aiguilhe.
En gascon, le nom de la commune est Sent Filipe d'Aguilha.

## Histoire
Les premières marques de l’Homme, remonte à l’Antiquité. En effet, un village fortifié gaulois s’y était installé à cette époque. Au Moyen Âge, c’est sur les anciennes fondations de ce petit village, que la forteresse de l’Aiguilhe fut érigée. Détruit, puis par la suite reconstruit, le château d’Aiguilhe abrita notamment une commanderie de Templiers au XIIIe siècle.La seigneurie d’Aiguilhe, elle remonte au XIIe siècle.  A cette époque elle dépendait de la seigneurie de Puynormand, située un peu plus au nord-ouest. La seigneurie d’Aiguilhe commandait un vaste territoire et possédait plusieurs fiefs importants. Située à la frontière des zones occupées par les Français et les Anglais durant la Guerre de Cent ans, elle joua un rôle militaire actif, passant aux mains des uns et des autres au gré des ralliements du seigneur du lieu.

## Politique et administration
| Période                                  | Période  | Identité         | Étiquette | Qualité     |
| ---------------------------------------- | -------- | ---------------- | --------- | ----------- |
| mars 2008                                | 2014     | Roger Pazat      | DVD       |             |
| mars 2014                                | En cours | Philippe Becheau | Horizons  | Agriculteur |
| Les données manquantes sont à compléter. |          |                  |           |             |

## Démographie
Les habitants sont appelés les Saint-Philippois.
L'évolution du nombre d'habitants est connue à travers les recensements de la population effectués dans la commune depuis 1793. Pour les communes de moins de 10 000 habitants, une enquête de recensement portant sur toute la population est réalisée tous les cinq ans, les populations de référence des années intermédiaires étant quant à elles estimées par interpolation ou extrapolation. Pour la commune, le premier recensement exhaustif entrant dans le cadre du nouveau dispositif a été réalisé en 2004.

En 2022, la commune comptait 383 habitants, en évolution de +2,68 % par rapport à 2016 (Gironde : +6,91 %, France hors Mayotte : +2,11 %).
| 1793 | 1800 | 1806 | 1821 | 1831 | 1836 | 1841 | 1846 | 1851 |
| ---- | ---- | ---- | ---- | ---- | ---- | ---- | ---- | ---- |
| 467  | 460  | 868  | 843  | 400  | 405  | 392  | 356  | 381  |

| 1856 | 1861 | 1866 | 1872 | 1876 | 1881 | 1886 | 1891 | 1896 |
| ---- | ---- | ---- | ---- | ---- | ---- | ---- | ---- | ---- |
| 362  | 406  | 398  | 431  | 426  | 369  | 406  | 422  | 494  |

| 1901 | 1906 | 1911 | 1921 | 1926 | 1931 | 1936 | 1946 | 1954 |
| ---- | ---- | ---- | ---- | ---- | ---- | ---- | ---- | ---- |
| 529  | 550  | 504  | 509  | 512  | 480  | 458  | 432  | 413  |

| 1962 | 1968 | 1975 | 1982 | 1990 | 1999 | 2004 | 2006 | 2009 |
| ---- | ---- | ---- | ---- | ---- | ---- | ---- | ---- | ---- |
| 384  | 364  | 386  | 353  | 394  | 424  | 428  | 431  | 413  |

| 2014 | 2019 | 2022 | - | - | - | - | - | - |
| ---- | ---- | ---- | - | - | - | - | - | - |
| 378  | 375  | 383  | - | - | - | - | - | - |

## Culture locale et patrimoine

### Lieux et monuments
- L'église Saint-Philippe, de fondation romane, date du XIIe siècle. L'édifice est inscrit au titre des monuments historiques depuis 1920[28].
- Le château d’Aiguilhe :  en réalité le château actuel correspond à une exploitation agricole fortifiée, datant du XIIIe siècle. Le château appartint dès le XVe siècle à la famille Leberthon (ou Le Berthon), célèbre lignée de parlementaires bordelais. Le premier-président Le Berthon (1713-1800) reçu plus d’une fois dans ce château son ami Montesquieu (1689-1755). Les Le Berthon, avant d’émigrer à la veille de la Révolution, le vendirent à Etienne Martineau, ancien corsaire dans l'océan indien, qui en fit une vaste exploitation de quatre cents hectares d’un seul tenant. Le château est en ruine depuis 1904 à cause d’un incendie. Les héritiers Martineau ne se défirent de la propriété qu’en 1920 alors vendue à un certain Monsieur Sztark. Fin 1998, le domaine du château d’Aiguilhe est acquis par Stephan von Neipperg. Il occupe un vaste terroir de 140 hectares dont 90 sont dévolus à la viticulture. Le vignoble, exclusivement situé sur le plateau, est d’appellation Castillon-Côtes de Bordeaux.